# Proceratophrys avelinoi
Proceratophrys avelinoi es una especie de ránidos que vive en Argentina, Brasil y, posiblemente también, en Paraguay. 
Está amenazada de extinción por la pérdida de su hábitat natural.